# Akiko Kando
 (avril 2025).
Pour les articles homonymes, voir Kando.
Akiko Kando (漢人明子, Kando Akiko), née en 1960 dans la préfecture de Shizuoka, est une femme politique japonaise.

## Biographie
Conseillère municipale de Koganei (Tokyo) et secrétaire fédérale des Verts depuis 2008. À l'instar d'autres femmes au foyer de sa génération, elle a pris part depuis 1983 à de nombreuses associations d'échelon local. Elle est élue pour la première fois au conseil municipal de Koganei en 1997, et a été continuellement réélue depuis (2001, 2005 et 2009). En février 2012, elle a coécrit avec le médecin et maire de Matsumoto (Nagano) un ouvrage de vulgarisation intitulé Akira Sugenoya (ja) pour informer sur les méthodes de protection face à l'irradiation interne, dont le risque s'est accru avec la contamination de nombreux aliments en circulation dans le pays à la suite de l'accident nucléaire de Fukushima .